# Премія НАН України імені Г. Ф. Проскури
Премія НАН України імені Георгія Федоровича Проскури — премія, встановлена НАН України за видатні наукові роботи в галузі енергетики.
Премію засновано 1974 року постановою Ради Міністрів УРСР від 05.08.1974 № 401 та названо на честь видатного українського ученого в галузі гідродинаміки та гідромашинобудування, академіка АН УРСР Георгія Федоровича Проскури.
Починаючи з 2007 року премію імені Г. Ф. Проскури присуджує Відділення фізико-технічних проблем енергетики НАН України щотри роки.
Перша премія імені Г. Ф. Проскури була присуджена у 1976 році за підсумками конкурсу 1975 року.

## Лауреати премії
| Рік  | Премійовані роботи | Лауреати                                | Коротко про лауреата |
| ---- | --- | --------------------------------------- | --- |
| 1975 | Цикл робіт з теорії переносу енергії та речовини | Гречаний О. А.                          | науковий співробітник Інституту технічної теплофізики АН УРСР |
| 1975 | Цикл робіт з теорії переносу енергії та речовини | Новиков В. С.                           | науковий співробітник Інституту технічної теплофізики АН УРСР |
| 1975 | Цикл робіт з теорії переносу енергії та речовини | Толубинський Є. В. (посмертно)          | науковий співробітник Інституту технічної теплофізики АН УРСР |
| 1976 | Монографія «Воздушное охлаждение деталей газовых турбин» | Дибан Євген Павлович                    | академік АН УРСР, завідувач відділу Інституту технічної теплофізики АН УРСР |
| 1976 | Монографія «Воздушное охлаждение деталей газовых турбин» | Швець Іван Трохимович                   | академік АН УРСР, науковий співробітник Інституту технічної теплофізики АН УРСР |
| 1977 | Монографія «Воспроизведение вибраций» | Божко Олександр Євгенович               | член-кореспондент АН УРСР, завідувач відділу Інституту проблем машинобудування АН УРСР |
| 1978 | Цикл робіт «Дослідження електромагнітних полів у потужних турбогенераторах та електричних машинах з використанням напівпровідності»                                                            | Данько Володимир Григорович             | доктор технічних наук, професор, директор науково-дослідного інституту заводу «Електроважмаш»                                                                                             |
| 1978 | Цикл робіт «Дослідження електромагнітних полів у потужних турбогенераторах та електричних машинах з використанням напівпровідності»                                                            | Счастлівий Геннадій Григорович          | доктор технічних наук, професор, заступник директора Інституту електродинаміки АН УРСР |
| 1978 | Цикл робіт «Дослідження електромагнітних полів у потужних турбогенераторах та електричних машинах з використанням напівпровідності»                                                            | Титко Олексій Іванович                  | кандидат технічних наук, науковий співробітник Інституту електродинаміки АН УРСР |
| 1980 | Монографія «Теплообмін при кипінні» | Толубинський Всеволод Іванович          | академік АН УРСР, науковий співробітник Інституту технічної теплофізики АН УРСР |
| 1981 | Монографія «Оптимальное проектирование последней ступени мощных паровых турбин» | Антіпцев Юрій Петрович                  | |
| 1981 | Монографія «Оптимальное проектирование последней ступени мощных паровых турбин» | Тарелін Анатолій Олексійович            | кандидат технічних наук, старший науковий співробітник Інституту проблем машинобудування АН УРСР                                                                                          |
| 1981 | Монографія «Оптимальное проектирование последней ступени мощных паровых турбин» | Шубенко-Шубін Леонід Олександрович      | академік АН УРСР, завідувач відділу Інституту проблем машинобудування АН УРСР |
| 1982 | Монографія «Трехстепенные электрические машины» | Барабанов Валерій Олександрович         | доктор технічних наук, науковий співробітник Інституту електродинаміки АН УРСР |
| 1982 | Монографія «Трехстепенные электрические машины» | Двойних Євген Валеріанович              | кандидат технічних наук, співробітник ЦКБ ВО «Арсенал» |
| 1982 | Монографія «Трехстепенные электрические машины» | Мілях Олександр Миколайович             | член-кореспондент АН УРСР, завідувач відділу Інституту електродинаміки АН УРСР |
| 1983 | Цикл робіт «Моделювання теплових полів в енергетиці» | Верлань Анатолій Федорович              | доктор технічних наук, професор, старший науковий співробітник відділу моделювання енергетичних процесів і систем Інституту проблем моделювання в енергетиці АН УРСР                      |
| 1983 | Цикл робіт «Моделювання теплових полів в енергетиці» | Мацевитий Юрій Михайлович               | член-кореспондент АН УРСР, завідувач відділу Інституту проблем машинобудування АН УРСР |
| 1983 | Цикл робіт «Моделювання теплових полів в енергетиці» | Соколовський Георгій Олександрович      | доктор технічних наук, професор, заступник директора Інституту проблем машинобудування АН УРСР                                                                                            |
| 1984 | Цикл робіт «Методи та засоби підвищення надійності та ефективності експлуатації енергетичного виробництва»                                                                                     | Гуляєв Василь Анатолійович              | доктор технічних наук, професор, завідувач відділу Інституту проблем моделювання в енергетиці АН УРСР                                                                                     |
| 1984 | Цикл робіт «Методи та засоби підвищення надійності та ефективності експлуатації енергетичного виробництва»                                                                                     | Самойлов Віктор Дмитрович               | доктор технічних наук, професор, головний науковий співробітник відділу моделювання задач теоретичної електротехніки Інституту проблем моделювання в енергетиці АН УРСР                   |
| 1984 | Цикл робіт «Методи та засоби підвищення надійності та ефективності експлуатації енергетичного виробництва»                                                                                     | Скляров Віталій Федорович               | міністр енергетики і електрифікації Української РСР |
| 1985 | Цикл робіт «Оптимізація процесів розпилювального сушіння» | Долінський Анатолій Андрійович          | член-кореспондент НАН України, директор Інституту технічної теплофізики АН УРСР |
| 1985 | Цикл робіт «Оптимізація процесів розпилювального сушіння» | Іваницький Георгій Костянтинович        | науковий співробітник Інституту технічної теплофізики АН УРСР |
| 1986 | Робота «Тепло- і масообмін в гірничому масиві та підземних спорудах» | Журавленко Віктор Якович                | кандидат технічних наук, завідувач відділу теплохолодофікації Інституту технічної теплофізики АН УРСР                                                                                     |
| 1986 | Робота «Тепло- і масообмін в гірничому масиві та підземних спорудах» | Кремньов Олег Олександрович             | академік НАН України, завідувач відділу Інституту технічної теплофізики АН УРСР |
| 1987 | Монографія «Управління релаксаційними генераторами» | Біленький Ян Юхимович                   | доктор технічних наук, професор, завідувач відділу багатоканальних інформаційних систем Фізико-механічного інституту АН УРСР                                                              |
| 1987 | Монографія «Управління релаксаційними генераторами» | Левицький Олег Євгенович                | науковий співробітник Фізико-механічного інституту АН УРСР |
| 1987 | Монографія «Управління релаксаційними генераторами» | Шульгін Сергій Григорович               | |
| 1988 | Цикл робіт «Електропостачання електротехнологічних установок» | Борисов Борис Павлович                  | кандидат технічних наук, завідувач відділу Інституту електродинаміки АН УРСР |
| 1988 | Цикл робіт «Електропостачання електротехнологічних установок» | Вагін Геннадій Якович                   | доктор технічних наук, професор, завідувач кафедри електропостачання промислових підприємств Нижегородського державного технічного університету                                           |
| 1988 | Цикл робіт «Електропостачання електротехнологічних установок» | Шнурко Володимир Кузьмич                | кандидат технічних наук, науковий співробітник Інституту електродинаміки АН УРСР |
| 1989 | Цикл робіт «Методи фізичного та математичного моделювання геотермальних родовищ та енергоустановок»                                                                                            | Тарапон Олександр Григорович            | науковий співробітник Інституту проблем моделювання в енергетиці АН УРСР |
| 1989 | Цикл робіт «Методи фізичного та математичного моделювання геотермальних родовищ та енергоустановок»                                                                                            | Шурчков Анатолій Васильович             | кандидат технічних наук |
| 1990 | Цикл робіт «Розробка математичних методів та технічних засобів моделювання складних просторово розподілених об'єктів виробництва та розподілу паливно-енергетичних ресурсів»                   | Береговенко Геннадій Якович             | доктор технічних наук, завідувач лабораторії Інституту проблем моделювання в енергетиці АН УРСР                                                                                           |
| 1990 | Цикл робіт «Розробка математичних методів та технічних засобів моделювання складних просторово розподілених об'єктів виробництва та розподілу паливно-енергетичних ресурсів»                   | Катков Олександр Федорович              | доктор технічних наук, завідувач відділу теорії моделювання Інституту проблем моделювання в енергетиці АН УРСР                                                                            |
| 1990 | Цикл робіт «Розробка математичних методів та технічних засобів моделювання складних просторово розподілених об'єктів виробництва та розподілу паливно-енергетичних ресурсів»                   | Семагіна Евеліна Петрівна               | |
| 1991 | Цикл робіт «Термогазодинаміка потоків у полях відцентрових масових сил» | Халатов Артем Артемович                 | член-кореспондент НАН України, заступник директора Інституту технічної теплофізики НАН України                                                                                            |
| 1992 | Цикл робіт «Енергозберігаючі технології використання альтернативних моторних палив на автотранспорті»                                                                                          | Биков Геннадій Олександрович            | кандидат технічних наук, провідний науковий співробітник Інституту газу НАН України |
| 1992 | Цикл робіт «Енергозберігаючі технології використання альтернативних моторних палив на автотранспорті»                                                                                          | Калачев Сергій Ілліч                    | науковий співробітник Інституту газу НАН України |
| 1992 | Цикл робіт «Енергозберігаючі технології використання альтернативних моторних палив на автотранспорті»                                                                                          | П'ятничко Олександр Іванович            | кандидат технічних наук, заступник директора з наукових питань Інституту газу НАН України                                                                                                 |
| 1993 | Робота «Електромеханічні системи для енерго- та ресурсозберігаючих технологій на базі електроприводів з джерелами струму в силових ланцюгах»                                                   | Волков Ігор Володимирович               | член-кореспондент НАН України, завідувач відділу перетворення та стабілізації електромагнітних процесів № 1 Інституту електродинаміки НАН України                                         |
| 1993 | Робота «Електромеханічні системи для енерго- та ресурсозберігаючих технологій на базі електроприводів з джерелами струму в силових ланцюгах»                                                   | Ісаков Володимир Миколайович            | доктор технічних наук, завідувач лабораторії струмових електромеханічних систем Інституту електродинаміки НАН України                                                                     |
| 1993 | Робота «Електромеханічні системи для енерго- та ресурсозберігаючих технологій на базі електроприводів з джерелами струму в силових ланцюгах»                                                   | Плугатар Олексій Петрович               | кандидат технічних наук, науковий співробітник відділу систем стабілізованого струму № 8 Інституту електродинаміки НАН України                                                            |
| 1994 | Цикл робіт «Дослідження в галузі гірничої теплофізики» | Черняк Вілен Павлович                   | доктор технічних наук, науковий співробітник Інституту технічної теплофізики НАН України                                                                                                  |
| 1994 | Цикл робіт «Дослідження в галузі гірничої теплофізики» | Щербань Олександр Назарович (посмертно) | академік НАН України, завідувач відділу Інституту технічної теплофізики НАН України |
| 1995 | Цикл робіт «Багатофазові полідисперсні потоки в енергетичних установках та теплових двигунах»                                                                                                  | Дубровський Віталій Володимирович       | кандидат технічних наук, науковий співробітник відділу прогнозування розвитку та управління функціонуванням електроенергетики Інституту загальної енергетики НАН України                  |
| 1995 | Цикл робіт «Багатофазові полідисперсні потоки в енергетичних установках та теплових двигунах»                                                                                                  | Підвисоцький Олексій Мстиславович       | кандидат технічних наук, науковий співробітник відділу прогнозування науково-технічного прогресу в енергетиці та ефективності енерготехнологій Інституту загальної енергетики НАН України |
| 1995 | Цикл робіт «Багатофазові полідисперсні потоки в енергетичних установках та теплових двигунах»                                                                                                  | Шрайбер Олександр Авраамович            | доктор технічних наук, професор, старший науковий співробітник відділу прогнозування розвитку та управління функціонуванням електроенергетики Інституту загальної енергетики НАН України  |
| 1996 | Робота «Методи математичного моделювання фізичних процесів і полів в електротехнічному обладнанні для вирішення задач підвищення його надійності, контролю та діагностики»                     | Марченко Борис Григорович               | доктор фізико-математичних наук, професор, провідний науковий співробітник Інституту електродинаміки НАН України                                                                          |
| 1996 | Робота «Методи математичного моделювання фізичних процесів і полів в електротехнічному обладнанні для вирішення задач підвищення його надійності, контролю та діагностики»                     | Мислович Михайло Володимирович          | доктор технічних наук, старший науковий співробітник відділу теоретичної електротехніки № 12 Інституту електродинаміки НАН України                                                        |
| 1996 | Робота «Методи математичного моделювання фізичних процесів і полів в електротехнічному обладнанні для вирішення задач підвищення його надійності, контролю та діагностики»                     | Хімюк Іван Васильович                   | кандидат технічних наук, учений секретар Інституту електродинаміки НАН України |
| 1997 | Цикл робіт «Розробка науково-технічних основ створення економічних пристроїв енергетичної електроніки для живлення постійним струмом потужних споживачів»                                      | Бойко Віктор Валерійович                | кандидат технічних наук, науковий співробітник Інституту електродинаміки НАН України |
| 1997 | Цикл робіт «Розробка науково-технічних основ створення економічних пристроїв енергетичної електроніки для живлення постійним струмом потужних споживачів»                                      | Бойко Валерій Степанович                | доктор технічних наук, професор кафедри теоретичних основ електротехніки Національного технічного університету України «Київський політехнічний інститут імені Ігоря Сікорського»         |
| 1997 | Цикл робіт «Розробка науково-технічних основ створення економічних пристроїв енергетичної електроніки для живлення постійним струмом потужних споживачів»                                      | Сенько Віталій Іванович                 | доктор технічних наук, професор кафедри теоретичної електротехніки Національного технічного університету України «Київський політехнічний інститут імені Ігоря Сікорського»               |
| 1999 | Цикл робіт «Наукові основи розвитку новітніх технологій для систем децентралізованого опалення житлових і промислових приміщень»                                                               | Єринов Анатолій Єремійович              | доктор технічних наук, професор, завідувач відділу проблем промислової теплотехніки Інституту газу НАН України                                                                            |
| 1999 | Цикл робіт «Наукові основи розвитку новітніх технологій для систем децентралізованого опалення житлових і промислових приміщень»                                                               | Марченко Георгій Сергійович             | науковий співробітник відділу захисту атмосферного повітря від забруднення Інституту газу НАН України                                                                                     |
| 1999 | Цикл робіт «Наукові основи розвитку новітніх технологій для систем децентралізованого опалення житлових і промислових приміщень»                                                               | Сезоненко Олексій Борисович             | науковий співробітник відділу проблем промислової теплотехніки Інституту газу НАН України                                                                                                 |
| 2001 | Цикл робіт «Основи теорії та методи підвищення режимної безпеки електроенергетичних систем» | Кузнецов Володимир Григорович           | член-кореспондент НАН України, заступник директора Інституту електродинаміки НАН України                                                                                                  |
| 2001 | Цикл робіт «Основи теорії та методи підвищення режимної безпеки електроенергетичних систем» | Тугай Юрій Іванович                     | кандидат технічних наук, провідний науковий співробітник Інституту електродинаміки НАН України                                                                                            |
| 2001 | Цикл робіт «Основи теорії та методи підвищення режимної безпеки електроенергетичних систем» | Шполянський Олег Григорович             | кандидат технічних наук, старший науковий співробітник Інституту електродинаміки НАН України                                                                                              |
| 2003 | Серія праць «Елементи теорії та методи побудови фотоелектричних систем для бортових технологічних установок космічних апаратів»                                                                | Рєзцов Віктор Федорович                 | член-кореспондент НАН України, керівник відділення Інституту електродинаміки НАН України                                                                                                  |
| 2003 | Серія праць «Елементи теорії та методи побудови фотоелектричних систем для бортових технологічних установок космічних апаратів»                                                                | Юрченко Микола Миколайович              | доктор технічних наук, професор, науковий співробітник відділу транзисторних перетворювачів № 15 Інституту електродинаміки НАН України                                                    |
| 2005 | Робота «Розробка та розвиток науковотехнічних засад енергоекології використання палива» | Сорока Борис Семенович                  | доктор технічних наук, професор, старший науковий співробітник відділу високотемпературного тепломасообміну Інституту газу НАН України                                                    |
| 2007 | Цикл наукових робіт «Діагностування технічного стану теплоенергетичних агрегатів великої потужності»                                                                                           | Шульженко Микола Григорович             | доктор технічних наук, завідувач відділу Інституту проблем машинобудування ім. А. М. Підгорного НАН України                                                                               |
| 2007 | Цикл наукових робіт «Діагностування технічного стану теплоенергетичних агрегатів великої потужності»                                                                                           | Мєтєльов Леонід Дмитрович               | кандидат технічних наук, старший науковий співробітник Інституту проблем машинобудування ім. А. М. Підгорного НАН України                                                                 |
| 2007 | Цикл наукових робіт «Діагностування технічного стану теплоенергетичних агрегатів великої потужності»                                                                                           | Цибулько Вадим Йосипович                | головний конструктор відділу Інституту проблем машинобудування ім. А. М. Підгорного НАН України                                                                                           |
| 2010 | Цикл наукових робіт «Створення науково-практичних основ інтенсифікації фізико-хімічних та гідродинамічних процесів в технологіях видобутку, переробки й споживання вуглеводневих енергоносіїв» | Кравченко Олег Вікторович               | кандидат технічних наук, заступник директора Інституту проблем машинобудування ім. А. М. Підгорного НАН України                                                                           |
| 2010 | Цикл наукових робіт «Створення науково-практичних основ інтенсифікації фізико-хімічних та гідродинамічних процесів в технологіях видобутку, переробки й споживання вуглеводневих енергоносіїв» | Суворова Ірина Георгіївна               | доктор технічних наук, провідний науковий співробітник Інституту проблем машинобудування ім. А. М. Підгорного НАН України                                                                 |
| 2010 | Цикл наукових робіт «Створення науково-практичних основ інтенсифікації фізико-хімічних та гідродинамічних процесів в технологіях видобутку, переробки й споживання вуглеводневих енергоносіїв» | Бастєєв Андрій Володимирович            | доктор фізико-математичних наук, провідний науковий співробітник Інституту проблем машинобудування ім. А. М. Підгорного НАН України                                                       |
| 2013 | Цикл праць «Моделювання та аналіз електромагнітних процесів в електроенергетичних системах із нелінійними навантаженнями»                                                                      | Жаркін Андрій Федорович                 | член-кореспондент НАН України, заступник директора Інституту електродинаміки НАН України                                                                                                  |
| 2013 | Цикл праць «Моделювання та аналіз електромагнітних процесів в електроенергетичних системах із нелінійними навантаженнями»                                                                      | Кондратенко Ігор Петрович               | доктор технічних наук, завідувач відділу Інституту електродинаміки НАН України |
| 2013 | Цикл праць «Моделювання та аналіз електромагнітних процесів в електроенергетичних системах із нелінійними навантаженнями»                                                                      | Подольцев Олександр Дмитрович           | доктор технічних наук, головний науковий співробітник Інституту електродинаміки НАН України                                                                                               |
| 2016 | Серія праць «Інформаційно-вимірювальні методи та технології моніторингу об'єктів генерування, транспортування та споживання теплової енергії»                                                  | Бабак Віталій Павлович                  | член-кореспондент НАН України, заступник директора Інституту технічної теплофізики НАН України                                                                                            |
| 2016 | Серія праць «Інформаційно-вимірювальні методи та технології моніторингу об'єктів генерування, транспортування та споживання теплової енергії»                                                  | Декуш Леонід Васильович                 | доктор технічних наук, заступник завідувача відділу Інституту технічної теплофізики НАН Україн                                                                                            |
| 2016 | Серія праць «Інформаційно-вимірювальні методи та технології моніторингу об'єктів генерування, транспортування та споживання теплової енергії»                                                  | Воробйов Леонід Йосипович               | кандидат технічних наук, провідний науковий співробітник Інституту технічної теплофізики НАН України                                                                                      |
| 2019 | Серія праць «Науково-технічні основи моделювання та проєктування високоефективних проточних частин енергетичних турбоустановок»                                                                | Русанов Андрій Вікторович               | член-кореспондент НАН України, директор Інституту проблем машинобудування ім. А. М. Підгорного НАН України                                                                                |
| 2019 | Серія праць «Науково-технічні основи моделювання та проєктування високоефективних проточних частин енергетичних турбоустановок»                                                                | Гнесін Віталій Ісайович                 | доктор технічних наук, провідний науковий співробітник Інституту проблем машинобудування ім. А. М. Підгорного НАН України                                                                 |
| 2019 | Серія праць «Науково-технічні основи моделювання та проєктування високоефективних проточних частин енергетичних турбоустановок»                                                                | Хорєв Олег Миколайович                  | кандидат технічних наук, старший науковий співробітник Інституту проблем машинобудування ім. А. М. Підгорного НАН України                                                                 |